# Lichmeres aztecus
Lichmeres aztecus är en stekelart som först beskrevs av Cresson 1868.  Lichmeres aztecus ingår i släktet Lichmeres och familjen brokparasitsteklar. Inga underarter finns listade i Catalogue of Life.